# Ilha Solteira
Ilha Solteira là một đô thị ở bang São Paulo của Brasil. Đô thị này có vị trí địa lý vĩ độ 20º25'58" độ vĩ nam và kinh đô là 51º20'33" độ kinh tây, trên độ cao 335 mét. Dân số năm 2004 là 25.168 người, diện tích 659,4 km².

## Dân số
Dữ liệu điều tra dân số năm 2000
Tổng dân số: 23.996
- Thành thị: 23.218
- Nông thôn: 778
- Nam giới: 11.848
- Nữ giới: 12.148

Mật độ dân số (người/km²): 36,39
Tỷ lệ tử vong trẻ dưới 1 tuổi (trên 1 triệu cháu): 8,43
Tuổi thọ bình quân (tuổi): 75,80
Tỷ lệ sinh (trẻ trên mỗi bà mẹ): 1,98
Tỷ lệ biết đọc biết viết: 94,77%
Chỉ số phát triển con người (bình quân): 0,850
- Chỉ số phát triển con người (thu nhập): 0,769
- Chỉ số phát triển con người (tuổi thọ): 0,847
- Chỉ số phát triển con người (giáo dục): 0,934

(Nguồn: IPEADATA)

## Sông ngòi
- Sông Paraná
- Sông São José
- Sông Tietê